# Донатьєн Буше
Донатьєн Буше (фр. Donatien Bouché, 10 травня 1882 — 1965) — французький яхтсмен.
Олімпійський чемпіон 1928 року в класі 8 метрів.